# Nordhouse
Nordhouse – miejscowość i gmina we Francji, w regionie Grand Est, w departamencie Dolny Ren.
Według danych na rok 1990 gminę zamieszkiwały 1333 osoby, 121 os./km².